# Мост Столетия (Севилья)
Мост Столетия — мост через реку Гвадалквивир в городе Севилье, Испания. Его официальное название связано с местом расположения моста у «Столетнего причала», названным так в честь 100-летия Рабочего совета порта Севильи, юбилей которого состоялся в 1972 году. Часто его неправильно называют Мост V Столетия, так как Экспо-1992 было связано с 500-летием открытия Америки.

## История
Мост, как и большая часть трассы SE-30, были спроектированы в период между 1986 и 1987 годами. Предполагалось, что мост будет иметь две полосы движения в каждом направлении. После получения от технических специалистов неблагоприятных отчетов о тенденциях трафика движения в столице провинции, было решено, что объездная дорога будет иметь 3 полосы в каждом направлении вдоль своего маршрута, однако было уже поздно изменять проект моста, который уже начал строиться. В случае изменения проекта строительства моста он не был бы готов ко Всемирной выставке 1992 года.
Мост был открыт 15 ноября 1991 года министром общественных работ Хосе Борреллом. После его открытия, в марте 1992 года, было принято предварительное и экстренное решение, чтобы попытаться уменьшить нагрузку, которое должно было помочь создать по третьей полосе движения. Для этого необходимо было убрать бетонное ограждение в середине моста и сократить техническую зону крепления вант. В 1998 году считалось, что пропускная способность моста была ограничена 76 000 транспортных средств в день, в 2010 году его пропускная способность составила 106 000, что в два раза больше трафика, чем на момент его открытия, а в 2012 году он достиг 116 000 транспортных средств ежедневно.
В июле 2018 года министерство развития представило проект по расширению полотна дороги до 6 полос (по 3 в каждом направлении) из-за большого количества транспортных заторов, которые случаются ежедневно. Ещё одной причиной является грядущее открытие торгового центра Palmas Altas в 2019 году рядом с объездной дорогой.

## Характеристика
Это вантовый мост с пятью пролетами длиной 48 м, 102 м, 265 м, 102 м и 48 м. Каждая из двух больших опор представляет собой две башни размером 6 × 4,5 × 102 метров, на расстоянии 26,5 м друг от друга и соединенных между собой на высоте 40 метров над полотном дороги. Эти две опоры имеют в определенных зонах арматурные конструкции из стали типа кортен с высокой устойчивостью к коррозии. Эти опоры поддерживают полотно дороги 88 канатами длиной от 25 до 145 метров, по 11 на каждой стороне каждого из 4 столбов. Полотно дороги шириной 22 метра (в районе моста - 32 метра) в подъездных путях к нему - находится на максимальной высоте 45 метров над Гвадалквивиром, чтобы не препятствовать проходу судов в портовую зону.